# Jacques Anquetil

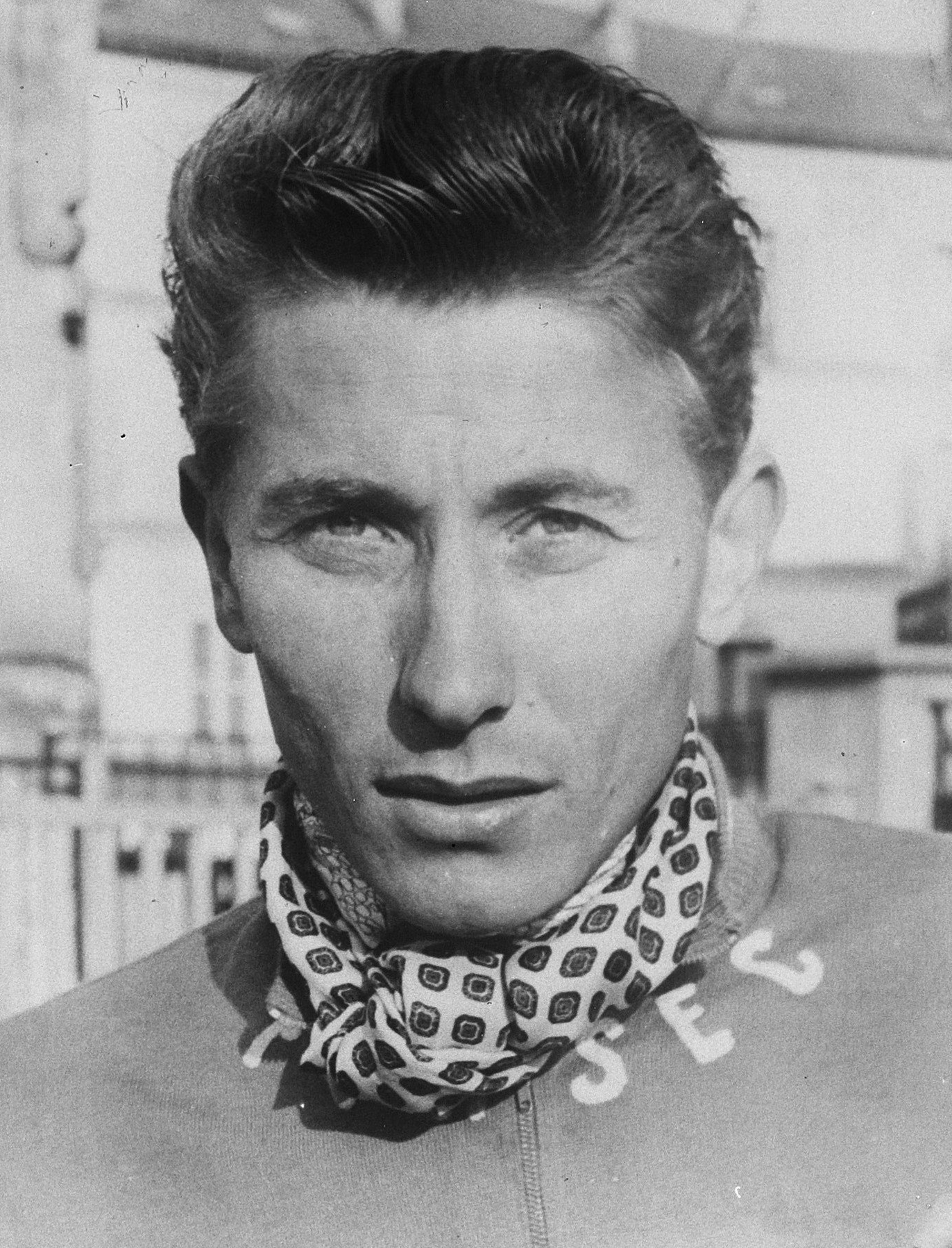
Jacques Anquetil (1962)

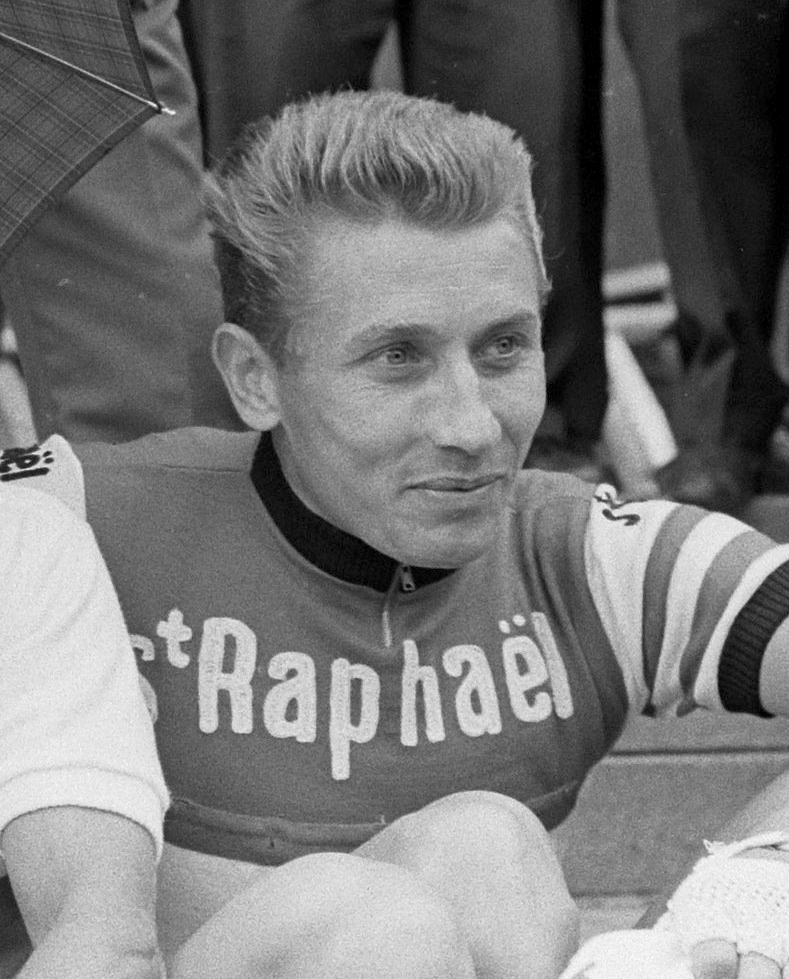
Jacques Anquetil (1963)

Jacques Anquetil (* 8. Januar 1934 in Mont-Saint-Aignan, Département Seine-Maritime; † 18. November 1987 in Rouen) war ein französischer Profi-Radrennfahrer. Als erster Radprofi konnte er die Tour de France fünfmal gewinnen (1957 und 1961–1964).

## Leben

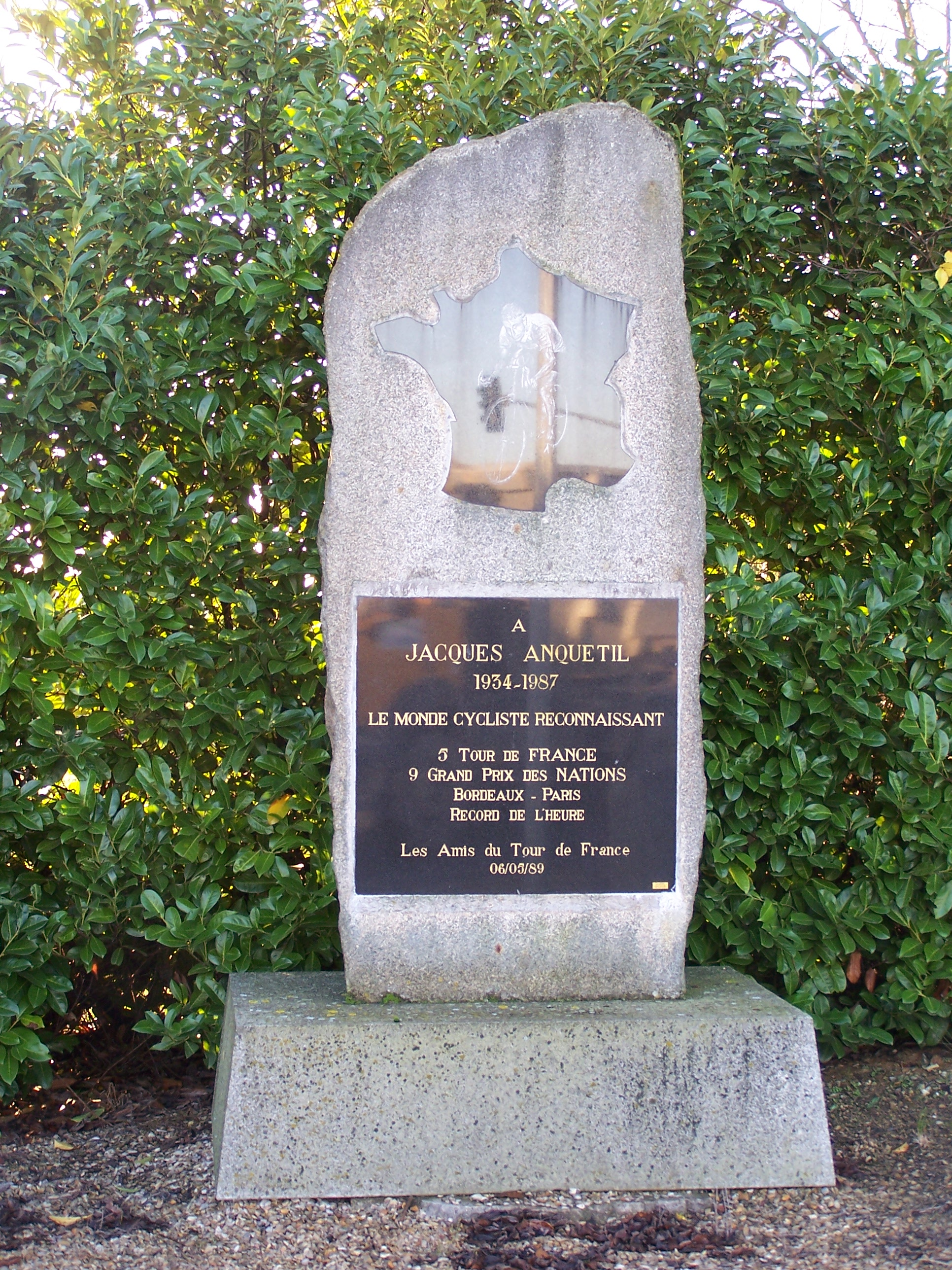
Stele zum Gedenken an Jacques Anquetil in Châteaufort

Anquetil war als Amateur Teilnehmer der Olympischen Sommerspiele 1952 in Helsinki. Im olympischen Straßenrennen belegte er beim Sieg von André Noyelle den 12. Platz. Die französische Mannschaft gewann in der Mannschaftswertung mit Alfred Tonello, Roland Bezamat, Jacques Anquetil und Claude Rouer die Bronzemedaille.
Schon in seinem ersten Profijahr 1953 gewann der 19-Jährige aus der Normandie das Einzelzeitfahren Grand Prix des Nations vor dem legendären Fausto Coppi. In seiner Karriere konnte Anquetil das damals wichtigste Rennen gegen die Uhr insgesamt neun Mal gewinnen (1953–1958, 1961, 1965, 1966). 1956 übertraf Anquetil mit über 46 Kilometern den 14 Jahre alten Stundenweltrekord von Fausto Coppi. Auch beim Grand Prix Forlì konnte er dreimal siegen.
1957 nahm Anquetil, inzwischen 23-jährig, erstmals an der Tour de France teil und gewann das wichtigste Etappenrennen der Welt auf Anhieb souverän mit fast 15 Minuten Vorsprung. Er entschied dabei vier Etappen für sich. Grundstein seines Erfolgs waren auch hier seine Qualitäten im Zeitfahren, die ihm den Spitznamen „Monsieur Chrono“ einbringen sollten. Gleichzeitig konnte Anquetil allerdings auf den Bergetappen mit den Spezialisten mithalten. 1958 und 1959 gewann er die Vier Tage von Dünkirchen.
Nach drei Jahren ohne Tour-Etappenerfolg meldete sich Anquetil 1961 mit seinem zweiten Gesamtsieg zurück, gewann die Tour de France danach bis 1964 als Erster viermal nacheinander und hatte somit ebenfalls als Erster insgesamt fünf Erfolge erzielt. Bei seiner Siegesserie konnte Anquetil mit einer Ausnahme sämtliche Zeitfahren gewinnen. 1963 wurde er von der Sportzeitung L’Équipe zu Frankreichs Sportler des Jahres („Champion des champions“) gewählt.
1962 fuhren Jacques Anquetil und Rudi Altig gemeinsam im Rennstall Saint-Raphael-Helyett-Hutchinson. Beide hatten die ganze Saison über Konflikte miteinander, im Herbst wollte die Teamleitung deshalb eine Versöhnung herbeiführen und schickte sie gemeinsam an den Start zur Trofeo Baracchi, einem Paarzeitfahren. Gemeinsam gewannen sie das Rennen dank einer überragenden Leistung vor allem von Rudi Altig, der Jacques Anquetil an dessen Leistungsgrenzen trieb. Jacques Anquetil bezeichnete dies später als einen großen Sieg der Mannschaft, aber auch „die größte und demütigste Niederlage meines Lebens“.
Sein letzter Toursieg 1964 war auch sein knappster und berühmtester. In die französische Sportgeschichte eingegangen ist dabei vor allem sein Ellenbogenduell mit dem Publikumsliebling Raymond Poulidor am Puy de Dôme. Da er seine Erschöpfung am Berg geschickt vor seinem Konkurrenten verbarg, griff dieser zu spät an. In Paris hatte Jacques Anquetil letztlich 55 Sekunden Vorsprung vor dem „ewigen Zweiten“ Poulidor.
Anquetil konnte als erster von bis heute (Stand Juni 2025) nur sieben Rennfahrern alle drei großen Landesrundfahrten gewinnen: Neben seinen fünf Toursiegen, die ihn in eine Reihe mit Eddy Merckx, Bernard Hinault und Miguel Indurain stellen, gewann er zweimal den Giro d’Italia (1960, 1964) und einmal die Vuelta a España (1963).
Nicht so erfolgreich war Anquetil bei den klassischen Eintagesrennen. Gegen Ende seiner Karriere gewann er je einmal die Klassiker Lüttich–Bastogne–Lüttich (1966), Bordeaux–Paris (1965) und Gent–Wevelgem (1964).
Bei der Straßen-WM 1966 belegte er Platz zwei hinter Rudi Altig, erschien aber – wie gemunkelt wurde aus gekränkter Eitelkeit – nicht zur Siegerehrung und wurde deshalb mit einer Geldstrafe belegt. Elfmal fuhr er die Straßen-Weltmeisterschaft und konnte sich dabei siebenmal unter den zehn besten Fahrern platzieren. 1965 gewann er das Bergzeitfahren am Mont Faron. Siebenmal war er im Gran Premio di Lugano erfolgreich.
Nach eigenem Geständnis versuchte er in den Jahren 1966 und 1967 seine Leistung durch Amphetamine, Koffein und Cortison zu steigern. In der Folge wurde ein von Anquetil im Jahre 1967 aufgestellter Stundenweltrekord vom Weltradsportverband Union Cycliste Internationale (UCI) nicht anerkannt.
Im Alter von 36 Jahren beendete er im Januar 1970 seine Radsportkarriere, als er bei einigen Bahnrennen in der algerischen Hauptstadt Algier teilnahm. Trotz seiner großen Erfolge, die ihn zu einem der größten Radrennfahrer Frankreichs machten, war der stets kühl-distanzierte „Maître Jacques“ in der französischen Öffentlichkeit nie so populär wie sein Rivale Poulidor.
Anquetil starb an Magenkrebs. Es wird vermutet, dass die Krankheit auf die jahrelange Einnahme von Dopingmitteln zurückzuführen ist.

## Familie
In ihrem Buch Pour l’amour de Jacques („Aus Liebe zu Jacques“) offenbarte seine Tochter Sophie 2004 ein bislang gut gehütetes Familiengeheimnis: Anquetil lebte faktisch in Bigamie mit seiner Ehefrau Jeanine und seiner Stieftochter Annie. Sophie entstammt der Liaison mit Annie. Auch mit seiner Schwiegertochter zeugte er ein Kind.

## Trivia
1965 gewann Anquetil das Critérium du Dauphiné libéré. Keine 24 Stunden später nahm er am Klassiker Bordeaux–Paris teil. Er fuhr rund 600 Kilometer hinter einem Derny her, wollte in der Mitte des Rennens aufgeben. Der sportliche Direktor Raphaël Géminiani soll ihn wieder auf das Rad befördert haben mit der Bemerkung, dass er doch nicht umsonst die Verhandlungen mit den Sponsoren geführt habe. Anquetil gewann noch das Rennen.

## Nachleben
Nach seinem Tod mit 53 Jahren (1987) wurde das Vélodrome de Vincennes in Vélodrome Jacques Anquetil umbenannt. Seit 2012 erschienen vor allem in Frankreich mehrere neue Bücher über Anquetil, Anzeichen für ein wiederauflebendes Interesse an seinen sportlichen Leistungen und an seiner Persönlichkeit.

## Ehrungen
1965 wurde er Träger des nationalen Verdienstordens Frankreichs. Am 5. Oktober 1966 wurde er zum Ritter der Ehrenlegion ernannt.

## Film
- Olivier Hennegrave: Radsport Anquetil/Poulidor – Die großen Sportduelle, Arte, Frankreich 2001, 50 min.